# Aglaomorpha latipinna
Aglaomorpha latipinna là một loài thực vật có mạch trong họ Polypodiaceae. Loài này được (C. Chr.) M.C. Roos miêu tả khoa học đầu tiên năm 1985.